# コヨーテ・アグリー・サルーン

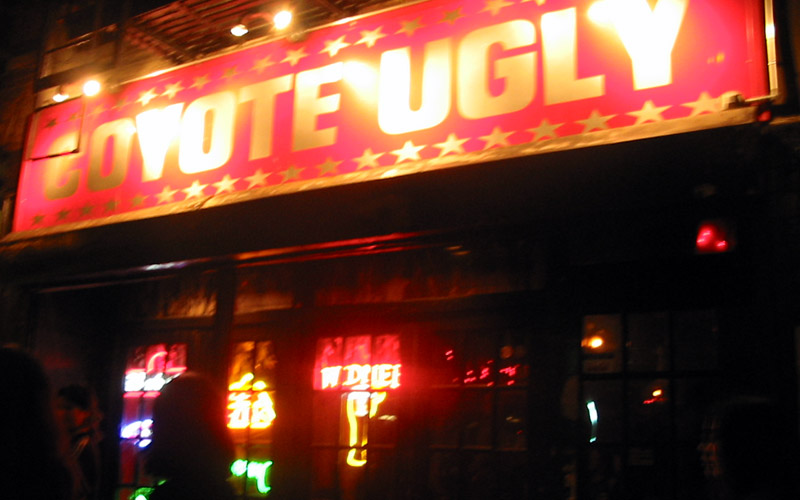
ニューヨークのコヨーテ・アグリー・サルーンの外見。

コヨーテ・アグリー・サルーン (Coyote Ugly Saloon) は、アメリカ合衆国の外食事業者、また、同社が経営するバーのチェーン。2000年の映画『コヨーテ・アグリー』では、物語の舞台とされた。

## 沿革

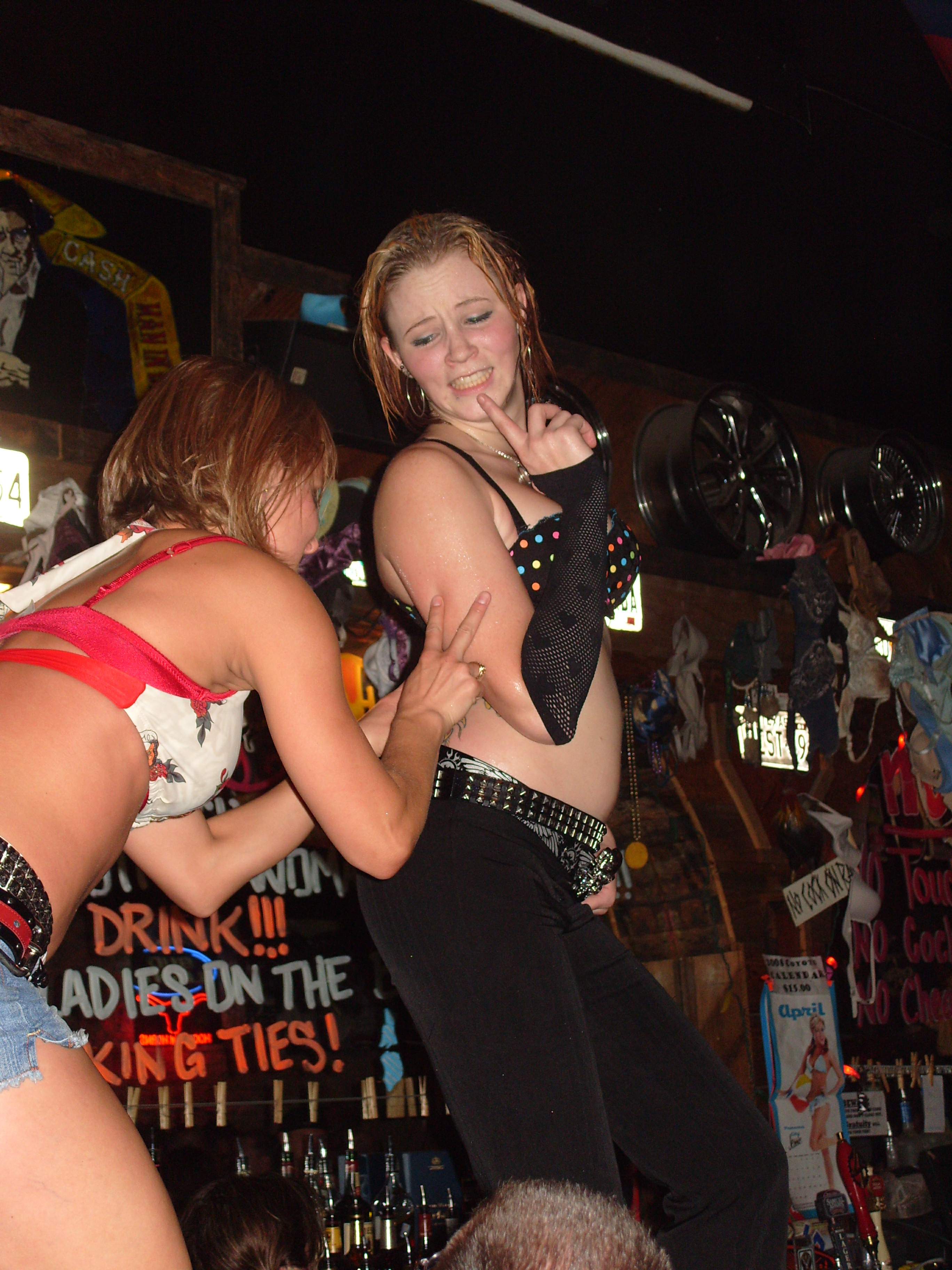
コヨーテ・アグリー・ ダンスの女の子

コヨーテ・アグリー・サルーンの最初の店は、1993年1月27日にニューヨーク市で開店したが、これは、ニューヨーク大学出身の創業者リリアナ・ラヴェル (Liliana Lovell) が、ウォール街でのインターンシップを辞めて、バーテンダーとしてのキャリアを選択して始まったことだった。ラヴェルは学生時代にいくつかの場所でバーテンダーとして働いたことがあり、バーカウンターの上で踊ったり、歌ったり、客を相手に飲み比べを競ったりといった術を完璧に心得ていた。元上司のトム・マクニール (Tom McNeill) から学んだビジネス・モデルを応用し、ラヴェルは若い女性たちを雇って、酒類のイッキ飲みや、酒に火を点けたり、火吹きをするといった、ワイルドな立ち振る舞いを仕込んだ。彼女たちの中には、歌がうまい者もいれば、踊りが上手な者、叫び方に長けた者がいたが、ラヴェルは皆がこうした方面のすべてに才能を持っているわけではないことを知り、異なる事を得意とする女性たちを組み合わせて2人組で働かせることもよくあった。
2001年、2店目のコヨーテ・アグリー・サルーンが、ラスベガスのニューヨーク・ニューヨーク・ホテル&カジノにフランチャイズ方式で開店した。2002年には、直営の新たな店舗がルイジアナ州ニューオーリンズのフレンチ・クオーターに開店した。2003年、ラヴェルはニューオーリンズへ移り住み、その後は日常的な経営上の指揮をニューオーリンズで行なうようになった。
2009年6月、3年ぶりとなる新しいコヨーテ・アグリーの店がオクラホマ州オクラホマシティに開店した。2005年、コヨーテ・アグリーはヨーロッパにも進出し、ドイツに2店が新規開店し、2009年11月にはロシアのモスクワにも1店が新規開店した。以降、ミルウォーキー、キーウェスト、サンディエゴに新たなバーが開店し、さらにロシアに4店、ルーマニアに1店が開店した。これによって、チャーンの店舗数は22店となっている。
アメリカ合衆国内の最も新しい店は、2014年2月5日に開店したカリフォルニア州サンディエゴ店である。
ロシアの5番目の店は、2012年10月3日に開店したノヴォシビルスク店である。
ルーマニアの最初の店は、2012年10月11日に開店したコンスタンツァ店である。

## 大衆文化の中で

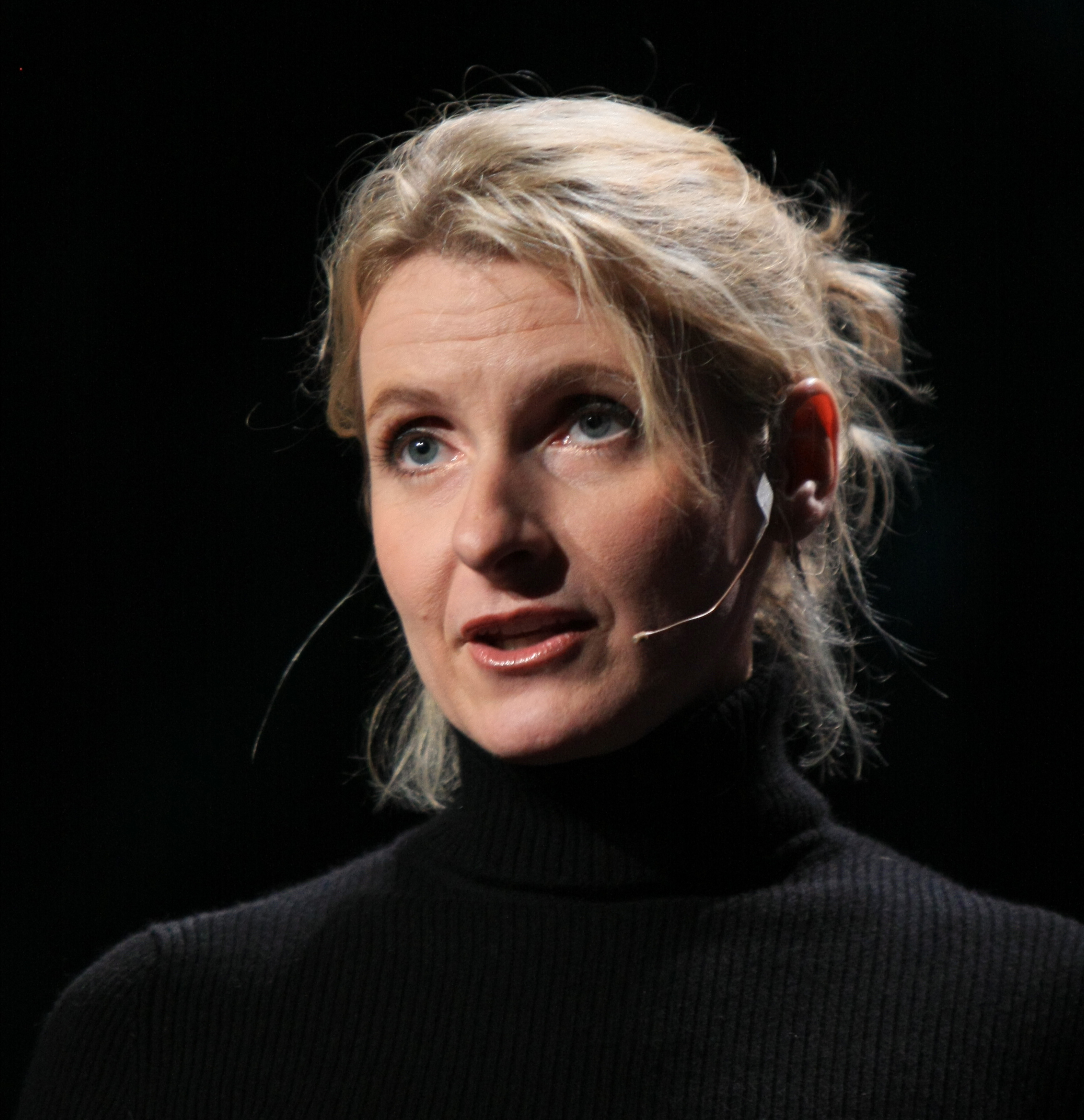
エリザベス・ギルバート

1997年、元バーテンダーのエリザベス・ギルバート (Elizabeth Gilbert) が自身の体験を『GQ』誌に「The Muse of the Coyote Ugly Saloon（コヨーテ・アグリー・サルーンの女神）」と題して発表したことを契機に、コヨーテ・アグリー・サルーンは全国的な知名度を得た。映画プロデューサーであるジェリー・ブラッカイマーの会社が、ラヴェルから、この記事に基づいてストーリーを映画化する権利を買って、映画『コヨーテ・アグリー』を制作した。この映画は、おもにロサンゼルスのセットで撮影され、建物の外観だけはマンハッタンで撮影された。2000年8月に公開された映画『コヨーテ・アグリー』では、ラヴェルに相当する役はマリア・ベロが演じ、ソングライター志望でニューヨークへやってきた、新入りの「コヨーテ」の主人公をパイパー・ペラーボが演じた。この映画は、世界中で1億ドル以上の興行成績を挙げた。
2006年から2008年にかけて、カントリー・ミュージック・テレビジョン (CMT) は、『The Ultimate Coyote Ugly Search』と題した番組を3シーズン放送したが、これはタッチストーン・テレビジョンが制作したものであった。第1、第2シーズンでは、「コヨーテ」志望者たちが現役の「コヨーテ」とペアを組み、実際にバーテンダーの職を得ることを目指して、パートナーとともに実際に金を稼ぎ出そうとするという趣向であった。第3シーズンは、フォーマットが変わり、参加者たちが目指すのは、一団となって各地を移動し、企業イベントや、スポーツや音楽イベントなどでバーテンダーを務めながら客を楽しませる5人の「コヨーテ」の一員に加わることとなった。
フォックス放送の番組『glee/グリー』の第4シーズンでは、登場人物のひとりサンタナ・ロペス (Santana Lopez) が、コヨーテ・アグリーの仕事に就くことになったと語る場面がある。